# Citadele banka
Citadele banka är en av de största sparbankerna i Lettland, men den är också aktiv i Estland och Litauen.
Citadele bank-koncernen är verksamma i Östeuropa, men även AP Anlage und Privatbank AG i Schweiz ägs av Citadelegruppen.